# Phyllodromica montenegrina
Phyllodromica montenegrina es una especie de cucaracha del género Phyllodromica, familia Ectobiidae. Fue descrita científicamente por Ingrisch & Pavicevic en 2010.
Habita en Yugoslavia y Montenegro.